# Famille Creutz
La famille Creutz est une famille de l'aristocratie de Finlande. Elle porte le titre de comte et est la première famille dans l'ordre de préséance finlandais.

## Membres célèbres
- Carl Gustaf Creutz (1660–1728), militaire
- Carl Magnus Creutz (1821–1893), Gouverneur d'Åbo et Björneborg
- Carl-Erik Creutz (1911–2000),
- Ernest Johann Creutz vanhempi (1619–1684), juriste
- Ernst Johan Creutz (1675–1742),
- Gustaf Creutz (1683–1746), militaire
- Gustaf Philip Creutz (1731–1785), universitaire
- Helena Sophie Creutz (1752–1824),
- Johan Creutz (1651–1726), juriste
- Lorentz Creutz (1615–1676), militaire
- Lorenz Creutz nuorempi (1646–1698),

## Pour approfondir